# Parancistrocerus vogti
Parancistrocerus vogti är en stekelart som beskrevs av Kromb. 1962. Parancistrocerus vogti ingår i släktet Parancistrocerus och familjen Eumenidae. Inga underarter finns listade i Catalogue of Life.